# Molophilus militaris
Molophilus militaris är en tvåvingeart som beskrevs av Alexander 1931. Molophilus militaris ingår i släktet Molophilus och familjen småharkrankar. Inga underarter finns listade i Catalogue of Life.